# Rodrigo Melgarejo
Rodrigo Ariel Melgarejo Ferreira (Capiatá, Paraguay; 23 de mayo de 2002) es un futbolista paraguayo. Juega como defensa central y su equipo actual es el Club Cerro Porteño de la Primera División de Paraguay.

## Trayectoria
Se inició jugando para el CD Capiatá de Paraguay. Al año siguiente paso al Costa del Este de Panamá.
Para 2021 fue fichado por la Universidad San Martín de Perú.
A mitad del 2021 fue cedido al Atlético Morelia de México.
Para el 2023 fue fichado por el Club Celaya de México.
El 20 de junio de 2023 fue anunciado como nuevo jugador del Club Cerro Porteño de Paraguay.

## Selección nacional

### Juveniles
Ha sido internacional con la sub-17 y sub-18 de Paraguay.
Con la sub-17 participó en el sudamericano de la categoría que se realizó en Perú en 2019 y del mundial que se llevó a cabo en Brasil.
De igual modo ha tenido la oportunidad de disputar encuentros amistosos con la selección sub-18. Su debut fue el 20 de agosto de 2019 ante Francia en la derrota por 5-1. El 22 de octubre jugo su segundo encuentro ante el mismo rival en el empate 1-1.

#### Participaciones en sudamericanos
| Campeonato                  | Sede | Resultado | PJ | Goles |
| --------------------------- | ---- | --------- | -- | ----- |
| Sudamericano sub-17 de 2019 | Perú |           | 2  | 0     |

#### Participaciones en mundiales
| Campeonato             | Sede   | Resultado | PJ | Goles |
| ---------------------- | ------ | --------- | -- | ----- |
| Mundial sub-17 de 2019 | Brasil |           | 3  | 0     |

## Clubes
| Club                      | País     | Año           |
| ------------------------- | -------- | ------------- |
| CD Capiatá                | Paraguay | 2019          |
| Costa del Este            | Panamá   | 2020          |
| Universidad de San Martín | Perú     | 2021          |
| Atlético Morelia          | México   | 2021 - 2022   |
| Celaya Fútbol Club        | México   | 2023          |
| Club Cerro Porteño        | Paraguay | 2023 - Actual |

## Palmarés

### Títulos nacionales
| Título               | Club             | País   | Año  |
| -------------------- | ---------------- | ------ | ---- |
| Liga de Expansión MX | Atlético Morelia | México | 2022 |